# نویسین
نویسین شهری در شهرستان پوا در استان بولکیمده در بورکینافاسوی غربی مرکزی است جمعیت آن ۱۱۴۱ نفر است.